# Mario Gualzata
Mario Gualzata (* 7. April 1897 in Bellinzona; † 1. April 1969 in Intragna) war ein Schweizer Sprachwissenschaftler und Heimatforscher.

## Leben
Mario Gualzata war der Sohn des Zeichenlehrers Giovanni Gualzata und dessen Ehefrau Maria, geborene Cattò. Nach dem Besuch des Untergymnasiums in Bellinzona kam er an das Kollegium Maria Hilf Schwyz und studierte von 1917 bis 1921 an der philosophisch-historischen Faktultät der Universität Freiburg. Zum Abschluss seines Studiums promovierte er mit seiner Arbeit Di alcuni nomi locali del Bellinzonese e Locarnese bei Giulio Bertoni.
Von 1922 bis 1946 war er Mitarbeiter des Wörterbuches Vocabolario dei dialetti della Svizzera italiana, für das er toponomastische Materialien auswertete. Von 1946 bis 1967 war er am Staatsarchiv in Bellinzona tätig.
Seit Beginn seines Studiums beschäftigte er sich im Schwerpunkt seiner Tätigkeit mit den Fachgebieten Etymologie und Toponomastik. Er sammelte und ordnete hierzu die Daten, die er verstreut in Artikel und kleinen Beiträgen in Tessiner Zeitschriften und Periodika fand, und die einen wichtigen Beitrag zur Linguistik und Dialektologie der italienischen Schweiz darstellen. Er griff auch eine Reihe etymologischer Hypothesen auf und stellte diese zur Diskussion, was unter anderem auch zu einer dialektischen Auseinandersetzung mit Carlo Salvioni führte, der in dieser Beziehung Pionierarbeit vollbracht hat.
Mario Gualzata blieb zeit seines Lebens unverheiratet.

## Schriften (Auswahl)
- Di alcuni nomi locali del Bellinzonese e Locarnese. Dissertation, Universität Fraiburg (Schweiz) 1924.
- Mario Gualzata; Ambrosina Blaeuer-Rini: Studi di dialettologia alto-italiana.  Olschki, Genf 1924.
- La flora e la topografia nella toponomastica ticinese. Sanvito, Lugano 1925–1926.
- Aspetti varii del suolo rivelati da nomi locali. Tipografia Luganese, Lugano 1930.
- Friedrich Zschokke; Giuseppe Motta; Mario Gualzata; Adolf Portmann: La fauna del Cantone Ticino: Contributo alla conoscenza della Svizzera meridionale. Tipogr. Luganese, Lugano 1930.
- Delle voci ticinesi Kejžěl, Kejžĭl e Kižĭl "letamaio". Olschki, Genf 1931.
- Mario Gualzata; Serafino Camponovo: Istruzioni per la valutazione del bestiame svizzero di razza bruna. Huber & C, Frauenfeld 1930.
- L’educazione e l’istruzione della gioventù nel Canton Ticino. Huber/Kraus 1938.
- Hans Cornioley; Ruodi Barth; Mario Gualzata: Viaggio felice in tempo di vacanze. Edizioni svizzere per la gioventù, Zürich 1947.
- Natale Cambi; Giovanni Bianconi; Cesar Scattini; Ruodi Barth; Mario Gualzata; Pietro Salati; Luigi Taddei; Fernand Gigon; Hans Cornioley; Piero Bianconi: Enrico Dunant, fondatore della Croce Rossa ed avventuriero della carità, 1828–1910. Edizioni svizzere per la gioventù, Zürich 1947.
- Fritz Aebli; Mario Gualzata; Hans Aeschbach: I primi cento anni del nostro Stato federale: 1848–1948. Edizioni svizzere per la gioventù, Zürich 1948.
- Fritz Aebli; Hans Vollenweider; Hans Kasser; Didier Beffa; Mario Gualzata: Il canto della libertà: Opuscolo pubbl. dall'opera "Edizioni svizzere per la gioventù" per il giubileo del suo 20° di esistenza. Edizioni svizzere per la gioventù, Zürich 1951.
- Si conferma Brèsin-Sciss. Arti Grafiche Salvioni, Bellinzona 1962.
- Il „Monte Ceneri“ di nuovo alla ribalta (coi ladroneggi, coi suoi boschi e coi suoi confini). Arti Grafiche Salvioni, Bellinzona 1962.